# Comuna Călărași, Dolj
Călărași este o comună în județul Dolj, Oltenia, România, formată din satele Călărași (reședința) și Sărata.
Comuna este așezată în partea de sud a județului, între orașele Bechet și Dăbuleni. Mai precis, comuna se află la 1 km de Dăbuleni și la 7 km de Bechet, pe șoseaua Bechet - Corabia.
Localitatea Călărași se află la 40 de km de Corabia și la 72 km de Craiova. La 1 km sud se află satul Sărata care aparține de comuna Călărași. Ambele sate componente ale comunei sunt compacte, cu ulițe largi, bine delimitate. Localitatea se află în zona nisipoasă din sudul Olteniei. Terenurile agricole sunt irigate din sistemul de irigații Sadova-Corabia, sistem realizat în anii '70, cu ajutorul unor firme din Anglia. Zona fiind nisipoasă, nu este prielnică culturilor cerealiere. Totuși acestea se cultivă în special în zona de vest a comunei precum și în lunca Dunării. Aici crește foarte bine vița de vie. În trecut soiul specific zonei era roșioara, ulterior apărînd și alte soiuri. La dezvoltarea viticulturii, precum și a pomiculturii, pe terenurile nisipoase, a contribuit, de-a lungul timpului Stațiunea de cercetări horticole, care își are sediul în prezent la Dăbuleni. De asemenea, un rol important l-a jucat în dezvoltarea agriculturii, Liceul agricol de la Bechet. În localitate există Liceul Tehnologic ”Petre Baniță” Călărași, având ca structuri două școli generale (Școala Gimnazială Nr. 1 Călărași,  Școala Gimnazailă Sărata) și două grădinițe (Grădinița cu Program Normal Călărași și Grădinița cu Program Normal Sărata), un cămin cultural și două biserici (una în Călărași și una în Sărata).

## Activități economice
Principala activitate economică în Calarasi este agricultura.
Solurile nisipoase de la Calarasi sunt favorabile viței de vie și în special culturilor de pepeni, astfel că zona este cunoscută ca „patria lubenițelor”.
În zonele unde pământurile sunt mai fertile, se cultivă șicereale.
În Calarasi a fost înființată SCCCPN (Stațiunea Centrală de Cercetări pentru Cultura Plantelor pe Nisipuri). SCCCPN Dabuleni funcționează în subordinea Academiei de Știinte Agricole și Silvice „Gheorghe Ionescu-Sisești” - București. Are sediul în comuna Dabuleni, județul Dolj, pe Drumul National - Bechet-Corabia, la 75 km de Craiova și 40 km de Corabia.

## Demografie
Componența etnică a comunei Călărași
     Români (94,88%)
     Alte etnii (0,44%)
     Necunoscută (4,68%)
Componența confesională a comunei Călărași
     Ortodocși (93,84%)
     Alte religii (1,17%)
     Necunoscută (4,99%)
Conform recensământului efectuat în 2021, populația comunei Călărași se ridică la 5.195 de locuitori, în scădere față de recensământul anterior din 2011, când fuseseră înregistrați 5.977 de locuitori. Majoritatea locuitorilor sunt români (94,88%), iar pentru 4,68% nu se cunoaște apartenența etnică. Din punct de vedere confesional, majoritatea locuitorilor sunt ortodocși (93,84%), iar pentru 4,99% nu se cunoaște apartenența confesională.

## Politică și administrație
Comuna Călărași este administrată de un primar și un consiliu local compus din 15 consilieri. Primarul, Sorin Sandu[*], de la Partidul Social Democrat, este în funcție din octombrie 2020. Începând cu alegerile locale din 2024, consiliul local are următoarea componență pe partide politice:
|  | Partid                    | Consilieri | Componența Consiliului | Componența Consiliului | Componența Consiliului | Componența Consiliului | Componența Consiliului | Componența Consiliului | Componența Consiliului | Componența Consiliului | Componența Consiliului | Componența Consiliului | Componența Consiliului | Componența Consiliului | Componența Consiliului |
|  | ------------------------- | ---------- | ---------------------- | ---------------------- | ---------------------- | ---------------------- | ---------------------- | ---------------------- | ---------------------- | ---------------------- | ---------------------- | ---------------------- | ---------------------- | ---------------------- | ---------------------- |
|  | Partidul Social Democrat  | 13         |                        |                        |                        |                        |                        |                        |                        |                        |                        |                        |                        |                        |                        |
|  | Partidul Național Liberal | 2          |                        |                        |                        |                        |                        |                        |                        |                        |                        |                        |                        |                        |                        |

## Personalități
- economistul Mișu Negrițoiu
- Interpretul de muzică ușoară Gil Dobrică

### Orașe înfrățite
- Chartres-de-Bretagne, Franța din  2000